# Успение Богородично (Карлово)
Вижте пояснителната страница за други значения на Успение Богородично.
„Успение Богородично“ е православен църковен храм в град Карлово, част от Пловдивската епархия на Българската православна църква.

## История
Строежът на църквата е завършен през 1851 година от майстор Атанас Мазнев от Брацигово. Храмът представлява трикорабна базилика, с една апсида и три свода. Иконостасът е от орехово дърво. Няма стенописи, но има оригинални и възстановени икони от представители на Самоковската художествена школа като Станислав Доспевски. Гранитните колони са реставрирани, а амвонът е със специален статут.
Царските двери, владишкият трон и иконостасът са дело на дебърския майстор Антон Станишев.
От 2004 година, председател на храм „Успение на Пресвета Богородица“ е свещеник Христо Минчев Минчев, а от 2011 г. към храма функционира и неделно училище, което води съпругата му презвитера Нели Минчева. Към храма има и хор със 100-годишна традиция.
В храма „Успение на Света Богородица“ е служил като йеродякон Игнатий Васил Левски. Рядко срещана негова фотография се съхранява в Неделното училище към църквата.

## Галерия
- Поглед към олтара
- Част от интериора на Храм „Успение на Св. Богородица“
- 1933 г. „Пловдивски общински вестник“ помества фотографията. Н. Гашаров убеждава, че сред тях се намира и Васил Левски като дякон Игнатий.